# Tabloide

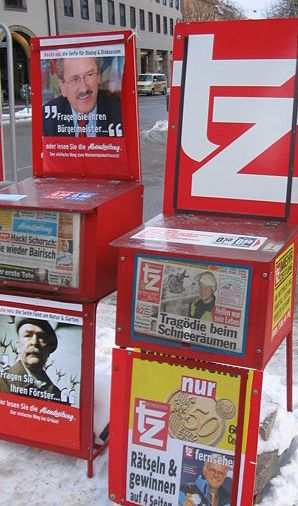
Tabloides venuts a Múnic.

El format tabloide correspon a la meitat de les dimensions d'un periòdic tradicional. El seu format doblegat és de 41 cm x 29 cm aproximadament.

## Particularitats
El format va néixer a la Gran Bretanya. Per conveniència i cost de fabricació, nombrosos diaris tradicionals tals com The Independent i The Times, impresos originalment en gran format, han passat recentment al format tabloide. Per distingir-se dels diaris anomenats populars, aquests últims prefereixen parlar d'edició «compacta».
A França, el format tabloide ha estat molt de temps reservat als títols de la premsa gratuïta tals com Métro i 20 minutes. Però nombrosos diaris han adoptat a poc a poc aquest format pràctic. És el cas de Charente libre, Libération, Havre Libre, La Montagne, Le Télégramme, La Nouvelle République du Centre Ouest, Paris-Normandie, La Voix du Nord i Nice-Matin.
A Catalunya, es publica en format tabloide els diaris La Vanguardia i El Periódico de Catalunya, i a Andorra, el Bondia (gratuït).
Al Quebec, Le Journal de Montréal utilitza el format tabloide, així com els diaris gratuïts i periòdics regionals.
A Bèlgica el diari La Libre Belgique utilitza igualment aquest format.
El terme «tabloide» designa també els primers diaris que han utilitzat aquest format d'impressió, és a dir els diaris sensacionalistes (premsa del cor).